# Кажаров, Назир Юрьевич
Нази́р Ю́рьевич Кажа́ров (12 января 1987, Нарткала, СССР) — российский футболист, нападающий.

## Карьера

### Клубная
Футболом начал заниматься в нарткалинской ДЮСШ под руководством Паши Рамазановича Агабалиева. В 14 летнем возрасте попал в местный клуб «Аруан», выступавший в третьем дивизионе российского первенства. Оттуда по совету тренеров Асланбека Ханцева и Владимира Курашинова отправился в школу московского «Локомотива». Закрепиться в составе «железнодорожников» не сумел и по окончании обучения продолжил карьеру в калужском «Локомотиве», но через два месяца был отзаявлен из команды по причине конфликта с руководством клуба. Летом 2005 года присоединился к выступавшему во втором дивизионе «Спортакадемклубу», за который провёл 27 матчей, забив 10 голов. Кажаров приглянулся тренерскому штабу марсельского «Олимпика» и в 2006 году прошёл на стажировку во Франции, где полгода тренировался с основным составом. Летом 2007 года у Кажарова закончился контракт со «Спортакадемклубом», и он перебрался в нальчикский «Спартак». Дебютировал в премьер-лиге 5 августа в домашнем поединке 19-го тура против ЦСКА. Первый свой гол за «Спартак» забил спустя 20 дней, 26 августа, в матче против «Динамо». Первую половину сезона-2009 провёл в аренде в махачкалинском «Анжи», где забил в первом же матче в ворота «Нижнего Новгорода», а затем выходил в основном на замену и больше не отличался, проведя в итоге 13 матчей. В августе 2009 года вернулся в Нальчик, где до конца сезона выступал в первенстве молодёжных составов. Сезон-2010 провёл в «Волгаре» Астрахань, сыграл 27 матчей, забил три гола. В марте 2011 года вернулся в «Спартак-Нальчик». 17 июля в поединке 1/16 финала Кубка России против владимирского «Торпедо» умышленно ударил Валерия Малышева сзади по ногам, после чего был удалён с поля. Позже был дисквалифицирован на четыре кубковых встречи.

### В сборной
Выступал за молодёжную сборную России, в составе которой провёл пять матчей, забил один гол.

## Статистика выступлений
| Клуб               | Сезон            | Чемпионат | Чемпионат | Кубок | Кубок | Итого | Итого |
| Клуб               | Сезон            | Игры      | Голы      | Игры  | Голы  | Игры  | Голы  |
| ------------------ | ---------------- | --------- | --------- | ----- | ----- | ----- | ----- |
| Локомотив (Калуга) | 2005             | 4         | 0         | 0     | 0     | 4     | 0     |
| Спортакадемклуб    | 2005             | 14        | 5         | 0     | 0     | 14    | 5     |
| Спортакадемклуб    | 2006             | 13        | 5         | 0     | 0     | 13    | 5     |
| Спортакадемклуб    | Итого            | 27        | 10        | 0     | 0     | 27    | 10    |
| Спартак-Нальчик    | 2007             | 13        | 2         | 2     | 1     | 15    | 3     |
| Спартак-Нальчик    | 2008             | 14        | 1         | 1     | 0     | 15    | 1     |
| Спартак-Нальчик    | Итого            | 27        | 3         | 3     | 1     | 30    | 4     |
| Анжи               | 2009             | 13        | 1         | 1     | 0     | 14    | 1     |
| Волгарь-Газпром    | 2010             | 27        | 3         | 2     | 0     | 29    | 3     |
| Спартак-Нальчик    | 2011/12          | 4         | 0         | 1     | 0     | 5     | 0     |
| Спартак-Нальчик    | Итого            | 31        | 3         | 4     | 1     | 35    | 4     |
| Всего за карьеру   | Всего за карьеру | 102       | 17        | 7     | 1     | 109   | 18    |

(откорректировано по состоянию на 18 июля 2011 года)